# Fluxo gênico

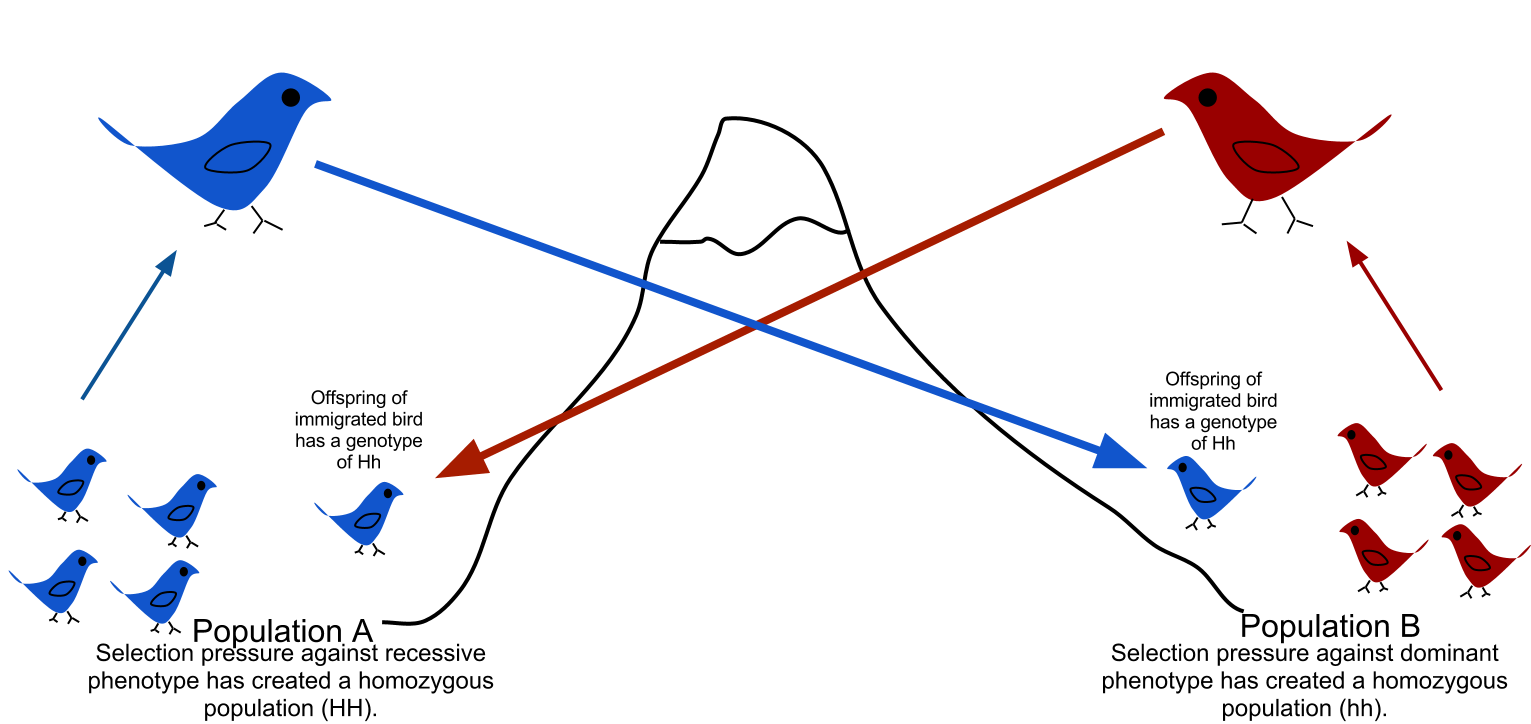
O fluxo gênico é a transferência de alelos de uma população para outra população por meio da imigração de indivíduos.

Na genética populacional, fluxo gênico (português brasileiro) ou fluxo génico (português europeu), também conhecido como migração de genes, é a transferência de material genético de uma população para outra. O efeito destas transferências de genes entre populações depende da diferença nas frequências do gene nas duas populações e da proporção de indivíduos migrantes. Na realidade, o fluxo gênico é uma medida da fertilização, no caso de pólen, ou estabelecimento de indivíduos férteis, no caso de sementes, em razão da distância percorrida da fonte até o local onde a dispersão ocorreu. Quando um indivíduo migra de uma população para outra, ele carrega genes que são característicos de sua população ancestral para população recipiente. Em caso de sucesso em seu estabelecimento, e realização de cruzamentos, ele irá transmitir esses genes entre as populações. Caso os genes migrados confiram alguma vantagem seletiva aos indivíduos receptores, a seleção natural também pode atuar a favor de elevar frequências dos alelos inseridos. Genes que não oferecem vantagem competitiva ou evolutiva no meio em que se encontram estas populações, portanto genes neutros, não devem causar um grande impacto, visto não haver pressão seletiva atuando no sentido de aumentar ou diminuir suas frequências. No caso de genes desfavoráveis, ou seja, mutações desvantajosas, se a frequência de inserção for inferior à seleção natural contra estes genes, eles devem ser eliminados em algumas gerações. Mas, se a inserção for superior à seleção natural, a mesma nunca poderá eliminar totalmente o gene, pois ele continuará reaparecendo por mutação. Nesse caso poderíamos determinar a frequência em equilíbrio da mutação entre a criação do gene mutante, por meio de sua mutação recorrente e a sua eliminação por seleção natural.
O fluxo gênico tende a unificar as frequências gênicas entre populações rapidamente, em termos evolutivos. Se não atuar a seleção natural, a migração tem grande força para igualar as frequências gênicas de populações em uma espécie. Se a taxa de migração for positiva, as frequências irão, eventualmente, igualar-se. Mesmo que apenas um migrante bem-sucedido se mova para uma população a cada geração, o fluxo gênico direciona de forma inevitável a frequência gênica da população para a media da espécie. De certo modo, o fluxo gênico atua para manter as espécies unidas.
Migração para ou de uma população pode resultar em importantes mudanças nas frequências do pool de genes (o número de indivíduos da população com uma característica particular). A imigração pode resultar na adição de material genético novo ao pool de genes estabelecido de uma espécie em particular enquanto a emigração pode resultar na remoção de material genético.
Vários fatores afetam a taxa de fluxo gênico entre diferentes populações. Um dos mais significativos é a mobilidade, e animais tendem a ser mais móveis que plantas. A maior mobilidade de um indivíduo tende a lhe dar um maior potencial migratório.
O fluxo gênico é também conhecido como escape gênico e está associado ao termo poluição gênica, que seria uma dispersão descontrolada de genes.

## Fluxo Gênico e Seleção Natural
A atuação da seleção natural pode manter duas populações distintas mesmo se entre elas houver contínuo fluxo gênico.
Se a seleção natural é fraca, o fluxo gênico através da migração, pode unificar rapidamente as frequências gênicas de populações separadas. Por outro lado, em teoria, uma força seletiva intensa pode manter duas populações diferenciadas, apesar do fluxo gênico.
Um importante estudo sobre essa teoria foi o realizado por Bradshaw (1971) sobre genética ecológica de plantas, particularmente a gramínea Agrostis tenuis, nos montes de rejeitos e nos arredores deles, no Reino Unido. Os montes de rejeitos eram caracterizados por conter altas concentrações de metais pesados tóxicos. A A. tenuis é uma das poucas plantas que têm sido capazes de colonizá-los e foi estudada de forma mais aprofundada. Ela tem colonizado essas áreas por meio de variantes genéticas que tornam possível o desenvolvimento dessas plantas onde a concentração de metais pesados é alta; em torno de uma região de rejeito, portanto, há uma classe de genótipos de crescimento nos montes de rejeito, e outra classe na área ao redor. A seleção natural trabalha fortemente contra as sementes das formas ao redor quando elas caem no monte de rejeito: as sementes são envenenadas.
A seleção também atua contra as formas de metal tolerante fora do monte de rejeito. A razão é menos clara, mas o mecanismo de desintoxicação pode ser custoso. Portanto onde o mecanismo não é necessário a grama tem melhor desenvolvimento sem ela. As populações de A. tenuis mostram divergência na frequência dos genes que possuem a característica de resistência a metais entre as gramíneas dentro e fora dos montes de rejeito. O padrão é claramente favorecido pela seleção natural, mas o que acontece com o fluxo de genes?
O conceito biológico de espécie prevê que o fluxo de genes será pequeno, caso contrário, a divergência não poderia ter ocorrido. Na verdade, o fluxo gênico é grande. Nuvens de pólen são lançadas para além dos limites do montes de rejeito e o cruzamento entre os genótipos é extenso.
Esta diferença de ambientes para desenvolvimento (dentro e fora dos montes de rejeito) é um exemplo de situação onde o fluxo gênico permanece constante, porém a seleção tem sido mais forte para superar o fluxo gênico. No entanto, caso este impedimento seja retirado, ou seja, o monte de rejeitos seja limpo, as gramíneas tendem a ter suas características unificadas novamente em algumas poucas gerações, pois não mais necessitarão das adaptações adquiridas.
Neste caso, é a adaptação ecológica, e não o fluxo gênico reduzido que explica a divergência entre a gramínea dentro e fora do monte de rejeito. Alternativamente, o fluxo gênico pode ser reduzido. Os tempos de floração dos tipos tolerantes e normal já diferem em A. tenuis, o que irá reduzir o fluxo gênico entre elas. No futuro as duas formas poderiam evoluir para duas espécies separadas. De qualquer modo, o conflito entre fluxo gênico e seleção natural será de curta duração. Ou mudará o padrão de fluxo gênico, ou o do regime de seleção.
Há um caso de uma rã norte-americana Rana pipien, em que a distribuição geográfica dessa espécie de animal ocorre do norte ao sul da América do Norte. As diferentes populações apresentam diferentes características morfológicas. No entanto, dificilmente uma rã do Norte se acasala com uma do Sul. Se isso for feito artificialmente, poderá ocorrer uma grande quantidade de descendentes defeituosos. Porém, se os cruzamentos acontecerem entre populações vizinhas, a porcentagem de indivíduos normais será de 100%. Esse fato mostra que em Rana pipiens ocorre o chamado fluxo gênico entre populações vizinhas, desde o Norte até o Sul, de forma que todas essas populações pertencem à mesma espécie. É provável que, se as populações intermediárias forem eliminadas, as que se encontram em extremos opostos venham a constituir duas novas espécies, incapazes de trocar genes.

## Barreiras ao Fluxo Gênico
Barreira de isolamento: uma barreira de isolamento é uma propriedade evolutiva de uma espécie, que impede o intercruzamento. Quando duas populações estão separadas geograficamente, o fluxo gênico cessa apenas porque os membros das populações não se encontram. Essas duas populações ainda não desenvolveram uma diferença genética. A evolução de uma barreira de isolamento exige que alguma característica nova, por exemplo, um novo canto de cortejo, evolua em pelo menos uma das populações. Essa nova característica precisa ter o poder de impedir o fluxo gênico. Na teoria da especiação alopátrica, a cessação do fluxo gênico entre as populações alopátricas leva, com o tempo, à evolução de barreiras profundas de isolamento entre elas.
A barreira física reduz o fluxo gênico (migração) entre as populações. Esta barreira pode aparecer por mudanças geológicas e geomorfológicas (rios, cursos de água, cadeias de montanhas, deriva continental, vulcões, etc.) ou por eventos de dispersão (deslocamento de populações para locais distantes, dispersão provocada pelo vento, correntes marinhas, etc.)
Aqui estão algumas das barreiras ao fluxo gênico. Elas resultam da seleção natural, seleção sexual ou deriva genética:
- A evolução de distintos locais, períodos ou ritos de acasalamento: as mudanças de base genética desses aspectos de acasalamento completam o processo de isolamento reprodutivo e especiação. Por exemplo, os pássaros caramancheiros (Amblyornis macgregoriae) constroem caramanchões elaborados e os ornamentam com diferentes cores para cortejar as fêmeas. Se duas espécies desenvolvem diferenças em seu ritual de acasalamento, essas podem isolá-las permanentemente e concluir o processo de especiação. Diferentes espécies de pássaros caramancheiros constroem caramanchões elaborados e os decoram com diferentes cores para cortejar as fêmeas. Os Satin Bowerbird constrói um canal entre varas verticais, e decora com objetos azuis brilhantes, enquanto que o MacGregor’s Bowerbird constrói uma torre alta de varas e a decora com pequenos pedaços de carvão. Mudanças evolutivas em rituais de acasalamento, como a construção de caramanchões, podem contribuir para a especiação e, para o fim do fluxo gênico;
- Inviabilidade ou esterilidade da descendência: todo aquele cortejo e acasalamento é desperdiçado se os descendentes do acasalamento entre os dois grupos não sobreviverem ou não puderem se reproduzir.

Segundo Dobzhansky (1970), ainda temos as seguintes barreiras evolutivas:
- Isolamento sazonal ou temporal – as épocas de acasalamento ou de florescimento ocorre em estações diferentes;
- Isolamento sexual ou etológico – a atração sexual mútua entre espécies diferentes é fraca ou ausente;
- Isolamento mecânico – a falta de correspondência física entre genitálias ou entre partes das flores impede a cópula ou a transferência do pólen;
- Isolamento por polinizadores diferentes – em plantas floríferas, espécies relacionadas podem ser especializadas em atrair diferentes insetos como polinizadores;
- Isolamento gamético – em organismos com fertilização externa, os gametas masculino e feminino podem não se atrair. Em organismos com fertilização interna, os gametas ou gametófitos de uma espécie podem ser inviáveis nos dutos sexuais ou estilos da outra espécie.

Segundo Futuyma:
Fluxo gênico: movimento de genes de uma população para outra (geralmente da mesma espécie), resultante do deslocamento de indivíduos ou de seus gametas.
A variação nas características dos organismos de uma população surge por meio de mutação aleatória de sequências de DNA (genes) que afetam aquelas características. Aqui, “aleatório” significa que as mutações ocorrem sem levar em conta suas possíveis consequências na sobrevivência ou na reprodução. Formas variantes de um gene surgidas por mutação são frequentemente chamadas alelos. A variação genética é aumentada pela recombinação durante a reprodução sexuada, que resulta em novas combinações de genes. A variação também é aumentada pelo fluxo gênico, o aporte de novos genes de outras populações.
A movimentação de indivíduos entre populações, seguida de cruzamentos (i.e., fluxo gênico), permite que novos genes e características se espalhem a partir de sua população de origem para toda a espécie. Se o fluxo gênico entre populações diferentes, separadas geograficamente, for pequeno, as mudanças genéticas que aparecerão nessas populações podem ser diferentes. Uma vez que as populações passam por histórias diferentes de mutação, deriva genética e seleção natural (esta última sendo especialmente provável, se os seus meios ambientes forem diferentes), elas seguem caminhos diferentes de mudança, divergindo em sua constituição genética e nas características individuais dos organismos (variação geográfica). As diferenças acumuladas acabam fazendo com que as diferentes populações se tornem reprodutivamente isoladas: isto é, se seus membros se encontrarem, não trocarão genes, porque não cruzarão entre si ou, se o fizerem, a prole “híbrida” será inviável ou infértil. As populações diferentes agora são espécies diferentes. O significado deste processo de especiação é que, a partir daí, as novas espécies poderão evoluir de forma independente. Algumas podem originar ainda outras espécies, que poderão acabar se tornando extremamente diferentes entre si. Eventos sucessivos de especiação, associados à divergência, dão origem a aglomerados de ramos na árvore filogenética dos seres vivos.
Compreender a genética de populações da extinção. Comparativamente, sabe-se pouco a respeito dos papéis de fatores como a cessação do fluxo gênico e a depressão de endogamia em populações em processo de encolhimento e, no entanto, este conhecimento será essencial na preservação da biodiversidade e no planejamento de refúgios para espécies ameaçadas. (Douglas J. Futuyma, Evolução, Ciência e Sociedade, São Paulo, 2002. Disponível em <http://www.pitangui.uepg.br/mestrados/mestradobiologia/pdfs/Futuyma2002_SBG.pdf>. Acesso em 22 de Novembro de 2011)